# Cheilolejeunea antiqua
Cheilolejeunea antiqua là một loài Rêu trong họ Lejeuneaceae. Loài này được (Grolle) W. Ye & R.L. Zhu mô tả khoa học đầu tiên năm 2010.